# Habranthus mendocensis
Habranthus mendocensis är en amaryllisväxtart som först beskrevs av John Gilbert Baker, och fick sitt nu gällande namn av Joseph Robert Sealy. Habranthus mendocensis ingår i släktet Habranthus och familjen amaryllisväxter. Inga underarter finns listade i Catalogue of Life.